# 4-ジメチルアミノピリジン
4-ジメチルアミノピリジン (4-Dimethylaminopyridine) は様々な有機合成反応で触媒として用いられる求核剤、強塩基である。4-(ジメチルアミノ)ピリジン、N,N-ジメチル-4-アミノピリジンとも呼ばれ、DMAP（ディーマップ）と略称される。利用例として酸無水物のエステル化、ベイリス・ヒルマン反応、シリル化、トリチル化、シュテークリヒ転位、シュタウディンガー反応などが挙げられる。

## 調製法
DMAPの合成はピリジンを出発原料とする。まず4-ピリジルピリジニウムカチオンに酸化し、次にジメチルアミンを反応させることでDMAPを得る。

## 反応
無水酢酸のエステル化における反応機構は次のように考えられている。まずDMAPが無水酢酸に付加し、酢酸イオンとアセチルピリジニウムイオンの不安定なイオン対を形成する。次にアルコールがアセチル基を攻撃し、エステルとなる。この段階ではアルコールがアセチル基と共有結合を形成し、カウンターイオンのアセテートがアルコールからプロトンを受け取る。最後にアセチル基と DMAPの間の結合が切断され、触媒として再生する。この際、生成した酢酸によってDMAPがプロトン化されるので、補助塩基としてトリエチルアミンなどを共存させてプロトンを引き抜かせ、フリーなDMAPを再生する。
分子内に複数のヒドロキシ基が共存する化合物について、立体障害の影響が小さい1級アルコールのみを選択的に保護する際の塩基触媒として用いられる。例えば、触媒量のDMAP存在下、2-エチルヘキサン-1,3-ジオールに対して tert-ブチルクロロジメチルシランを作用させると、2級アルコール部分を変化させることなく、1級アルコールのみがシリル化された生成物が得られる。
また、グルコースをトリチル基で保護する場合にも、DMAPを用いると1級アルコールへの選択的がみられる。ピリジンを用いた同様な反応はより遅く、生成物の収率も低いと報告されている。

## 安全性
その比較的強い毒性からDMAPの使用には危険性があると認識されており、特に皮膚から吸収される性質のため、皮膚との接触は致死の可能性がある。また腐食性である。